# Gyrophaena rhodeana
Gyrophaena rhodeana är en skalbaggsart som beskrevs av Thomas Casey 1906. Gyrophaena rhodeana ingår i släktet Gyrophaena och familjen kortvingar. Inga underarter finns listade i Catalogue of Life.